# Zoothera everetti
Zoothera everetti е вид птица от семейство Turdidae. Видът е почти застрашен от изчезване.

## Разпространение
Видът е разпространен в Малайзия.